# Нойенхофе
Нойенхофе (нем. Neuenhofe) — деревня в Германии, в земле Саксония-Анхальт, входит в район Бёрде в составе коммуны Вестхайде, подчиняющейся управлению Эльбе-Хайде.
Население составляет 651 человека (на 31 декабря 2023 года). Занимает площадь 14,97 км².

## История
Первое упоминание о поселении относится к 1363 году.
До 1 января 2010 года, Нойенхофе образовывал собственную коммуну, но после проведённых реформ вместе с Борном и Хиллерслебеном, вошёл в состав новой коммуны Вестхайде.